# Левчук Василь Олександрович
Василь Олександрович Левчук (18 січня 1976, Костопіль, Рівненська область — 18 грудня 2022, м. Бахмут, Бахмутський район, Донецька область) — солдат Збройних сил України, учасник війни на сході України.

## Життєпис
Василь народився 18 січня 1976 року у м. Костопіль. Навчався в школі № 2, згодом в школі № 1. Закінчив Рівненське училище № 10 за спеціальністю «Контрольно-вимірювальні прилади і автоматика». Проходив строкову службу в ЗСУ. Після служби деякий час працював у м. Рівне в МНС. Мобілізований ще на початку розв’язаної Росією війни — 24 березня 2022 року. Проходив службу навідником в 2 аеромобільному батальйоні в/ч А4350.
Батько чотирьох дітей, має онуку, яку Василь бачив лише по відеозв'язку.
Василя поховали на місцевому цвинтарі села Космачів Підлужненського старостинського округу на Рівненщині.

## Нагороди
- Орден «За мужність» III ступеня[1].